# Kaple Nejsvětější Trojice (Švařec)
Kaple Nejsvětější Trojice ve Švařci je římskokatolická kaple zasvěcená Nejsvětější Trojci. Je chráněna jako kulturní památka.

## Historie
Kaple byla vystavěna pravděpodobně místními horníky z německých zemí, kteří zde těžili stříbro. Ve východní stěně za oltářem byla při rekonstrukci roku 2022 nalezena zazděná románská okénka, která počátky stavby datují k polovině 13. století. První písemná zmínka o Švařci pochází z roku 1348, o samotné kapli až z roku 1519. Kolem roku 1700 a v 60. letech 18. století byla dvakrát přestavěna: byla zvýšena o zdivo s půlkruhovými okny, v interiéru byla postavena hudební kruchta a vybudována byla také západní předsíň. V roce 1857 a po druhé světové válce v letech 1946–1947 se dočkala rekonstrukce, při které byla mimo jiné vyměněna střecha a strop. Roku 1957 došlo k odkopání svahu vedle kaple a postavení opěrné zdi, v roce 1958 se opravy dočkala dřevěná věžička. V 90. letech 20. století byla dvakrát vykradena. Roku 2022 byla kaple kompletně zrekonstruována.

## Vybavení
V kněžišti se nachází hlavní oltář s oltářním obrazem Nejsvětější Trojice. Ve věžičce byl původně zavěšen zvon o váze 28 kg, ten byl však roku 1917 použit pro válečné účely.

## Exteriér
Kaple stojí za vsí, nedaleko silnice v přírodě. Opodál jsou dvě chráněná území, národní přírodní památka Švařec a přírodní památka Švařec II. Před kaplí stojí litinový kříž.

## Galerie

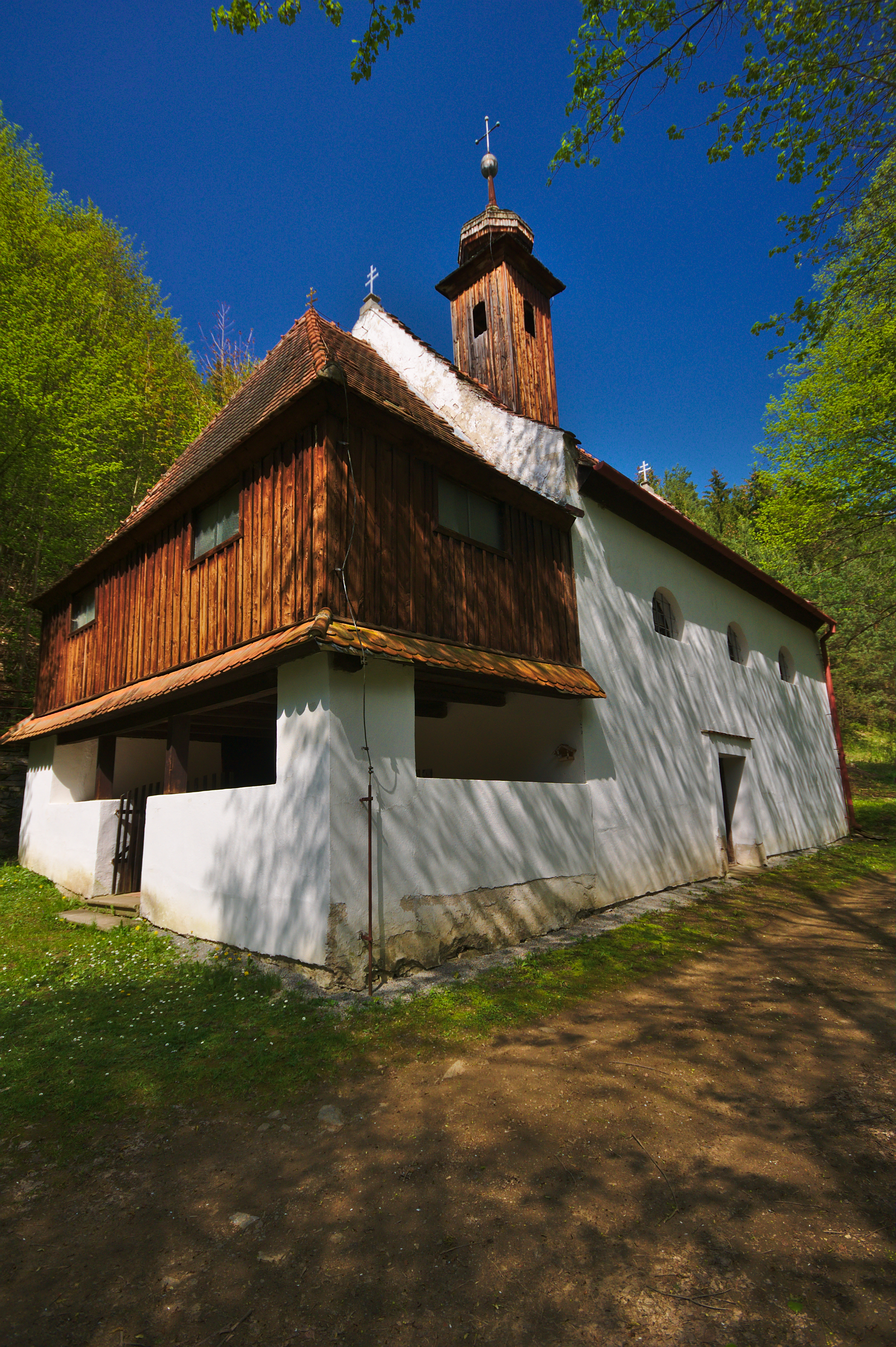
Kaple
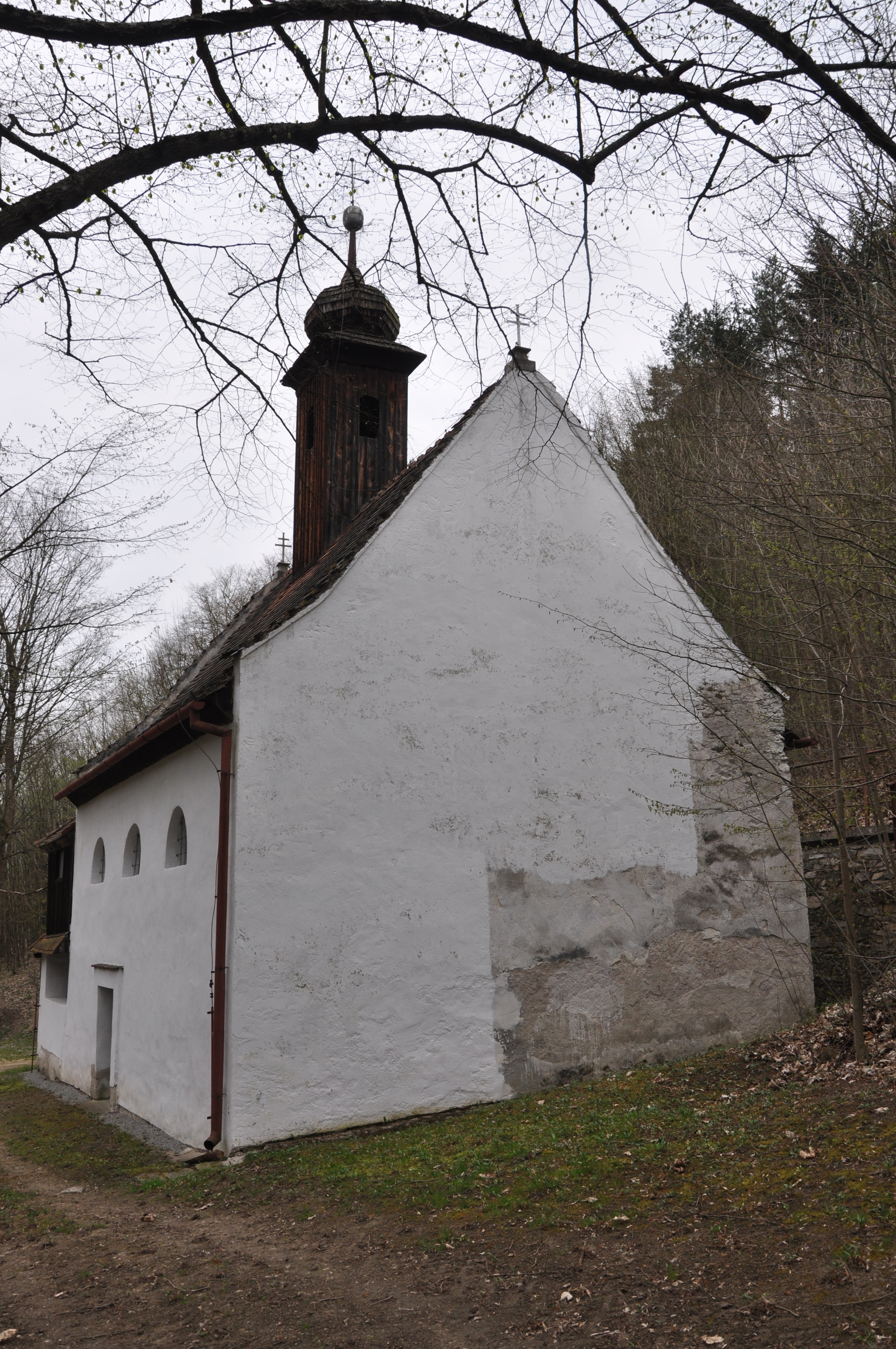
Pohled na kapli zezadu
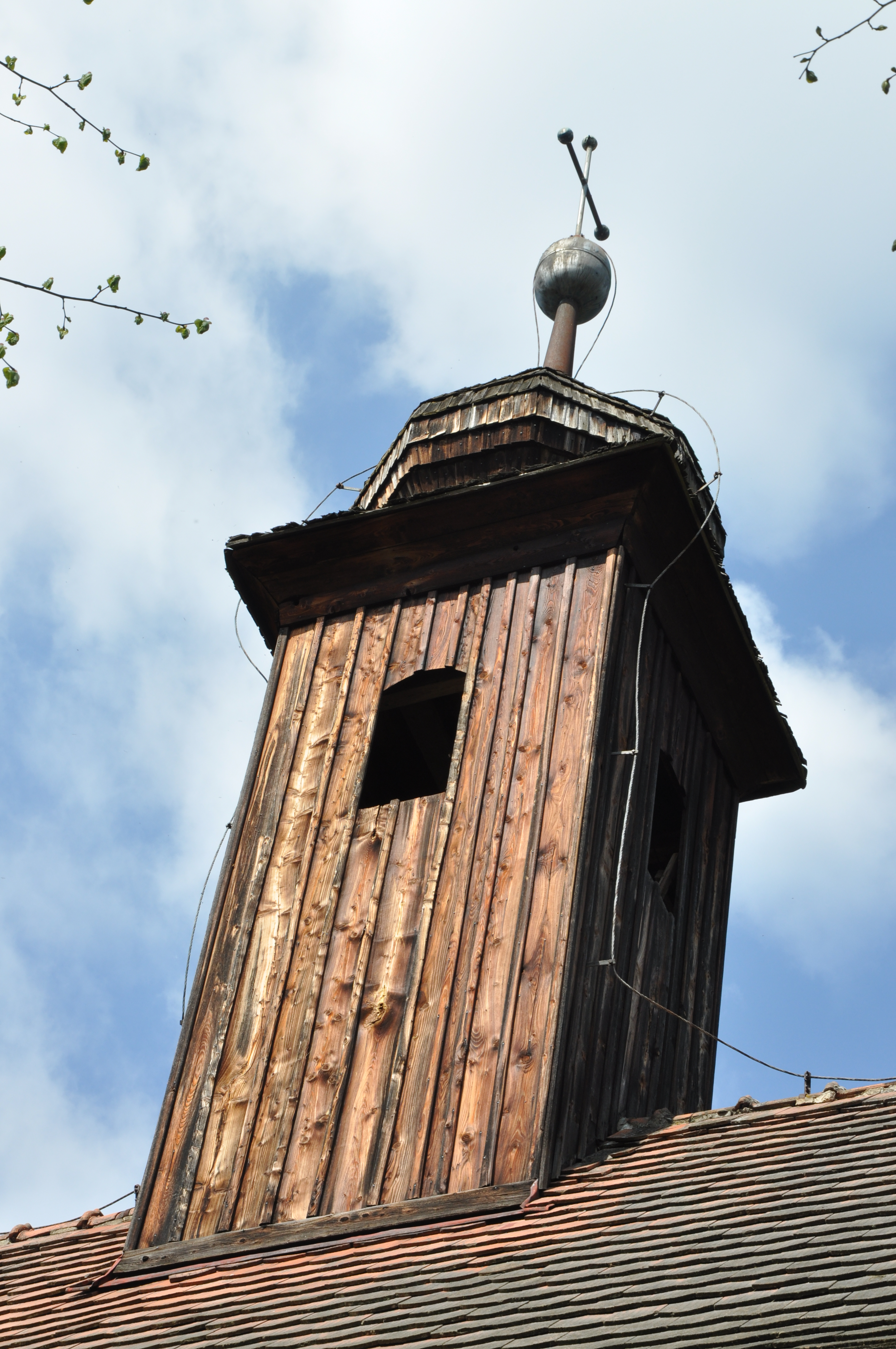
Věžička
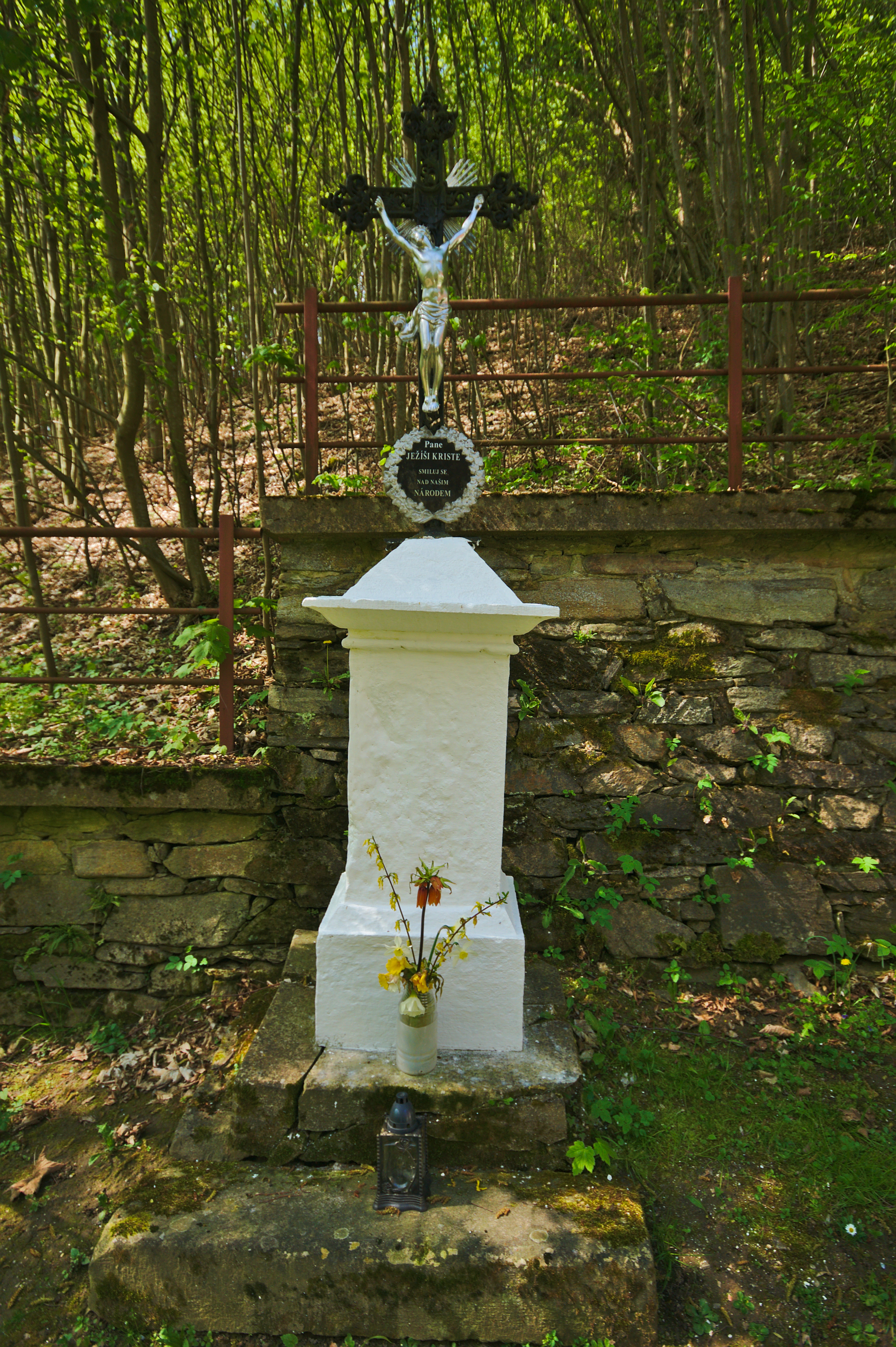
Kříž před kaplí